# 倉智恒夫
倉智 恒夫（くらち つねお、1936年 - ）は、日本のフランス文学者、比較文学者。千葉大学名誉教授。フランス世紀末文学を専攻。マリオ・プラーツ『肉体と死と悪魔』の訳で知られる。

## 来歴
東京出身。静岡大学卒、1960年東京大学大学院比較文学比較文化入学、1963年修士課程修了、静岡大学助教授を経て千葉大学教授を務め、2002年定年退官、川村学園女子大学教授を2007年まで務めた。

## 翻訳
- 『獣人』（ゾラ、河内清共訳、筑摩書房、世界文学全集） 1967
- 『象徴主義』（チャールズ・チャドウィック、研究社出版、文学批評ゼミナール） 1972
- 『室内 世紀末劇集』（モーリス・メーテルランク、共訳、国書刊行会、フランス世紀末文学叢書） 1984.11
- 『死都ブリュージュ / 霧の紡車』（ジョルジュ・ロデンバック、田辺保共訳、国書刊行会、フランス世紀末文学叢書） 1984.7
- 『肉体と死と悪魔』（マリオ・プラーツ、草野重行・土田知則・南条竹則共訳、国書刊行会、クラテール叢書） 1986.11、新版2000
- 『ムーレ神父のあやまち』（エミール・ゾラ、藤原書店、ゾラ・セレクション） 2003.10